# Gina Rovere
Gina Rovere, pseudonimo di Regina Ciccotti (Roma, 18 maggio 1936), è un'attrice italiana.
Nella sua carriera, lunga oltre 60 anni, è apparsa in oltre 60 pellicole, soprattutto di tematiche popolari, tra film comici e in costume.

## Biografia
Dopo aver svolto l'attività di soubrette nel teatro di rivista e avanspettacolo, viene scelta dopo una serie di provini dal regista Gianni Franciolini per una partecipazione nel film Villa Borghese del 1953. L'attrice proseguirà negli anni a dividersi tra cinema e teatro, con poche parti di rilievo, tra le quali si segnalano quella della moglie di Marcello Mastroianni in I soliti ignoti (1958), diretto da Mario Monicelli, e quella di Gisella in Don Camillo monsignore... ma non troppo (1961) di Carmine Gallone, ma soprattutto il ruolo di Caterina in Adua e le compagne (1960) di Antonio Pietrangeli.

## Filmografia

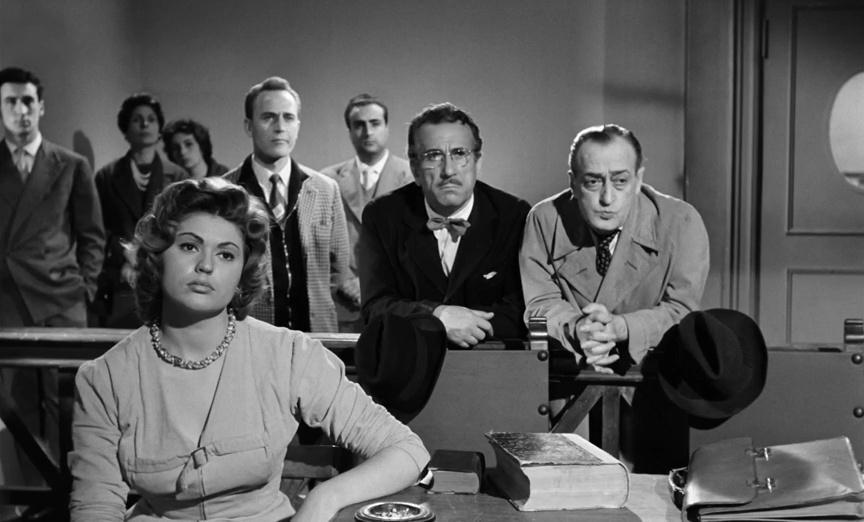
Gina Rovere con Peppino De Filippo e Totò nel film La cambiale di Camillo Mastrocinque (1959)

Gina Rovere con Marco Tulli, Saro Urzì e Ignazio Balsamo in Don Camillo monsignore... ma non troppo

### Cinema
- Villa Borghese, regia di Gianni Franciolini (1953)
- Io sono la primula rossa, regia di Giorgio Simonelli (1955)
- La moglie è uguale per tutti, regia di Giorgio Simonelli (1955)
- Siamo uomini o caporali, regia di Camillo Mastrocinque (1955)
- Orlando e i paladini di Francia, regia di Pietro Francisci (1956)
- Ci sposeremo a Capri, regia di Siro Marcellini (1956)
- Padri e figli, regia di Mario Monicelli (1957)
- Souvenir d'Italie, regia di Antonio Pietrangeli (1957)
- Femmine tre volte, regia di Steno (1957)
- Nata di marzo, regia di Antonio Pietrangeli (1958)
- Le fatiche di Ercole, regia di Pietro Francisci (1958)
- I soliti ignoti, regia di Mario Monicelli (1958)
- La cambiale, regia di Camillo Mastrocinque (1959)
- Nella città l'inferno, regia di Renato Castellani (1959)
- Adua e le compagne, regia di Antonio Pietrangeli (1960)
- I piaceri dello scapolo, regia di Giulio Petroni (1960)
- Risate di gioia, regia di Mario Monicelli (1960)
- Don Camillo monsignore... ma non troppo, regia di Carmine Gallone (1961)
- Rocco e le sorelle, regia di Giorgio Simonelli (1961)
- La vendetta di Ursus, regia di Luigi Capuano (1961)
- Una domenica d'estate, regia di Giulio Petroni (1962)
- L'assassino si chiama Pompeo, regia di Marino Girolami (1962)
- I motorizzati, regia di Camillo Mastrocinque (1962)
- Twist, lolite e vitelloni, regia di Marino Girolami (1962)
- Colpo gobbo all'italiana, regia di Lucio Fulci (1962)
- Divorzio alla siciliana, regia di Enzo Di Gianni (1963)
- Lo scandalo del vestito rosso, regia di Silvio Amadio (1963)
- Avventura al motel, regia di Renato Polselli (1963)
- Il figlio del circo, regia di Sergio Grieco (1963)
- L'uomo mascherato contro i pirati, regia di Vertunnio De Angelis (1964)
- Una sporca faccenda, regia di Roberto Mauri (1964)
- Oltraggio al pudore, regia di Silvio Amadio (1964)
- Squillo, regia di Mario Sabatini (1965)
- Come inguaiammo l'esercito, regia di Lucio Fulci (1965)
- Assassinio made in Italy, regia di Silvio Amadio (1965)
- James Tont operazione U.N.O., regia di Bruno Corbucci e Giovanni Grimaldi (1965)
- Il morbidone, regia di Massimo Franciosa (1965)
- Gli amanti latini, regia di Mario Costa (1965)
- Sugar Colt, regia di Franco Giraldi (1966)
- Dio perdona... io no!, regia di Giuseppe Colizzi (1967)
- Colpo di sole, regia di Mino Guerrini (1968)
- Comma 22 (Catch-22), regia di Mike Nichols (1970)
- Per amore o per forza, regia di Massimo Franciosa (1971)
- Bella, ricca, lieve difetto fisico, cerca anima gemella, regia di Nando Cicero (1973)
- Ultimo tango a Zagarol, regia di Nando Cicero (1974)
- Farfallon, regia di Riccardo Pazzaglia (1974)
- Cuore di cane, regia di Alberto Lattuada (1976)
- San Pasquale Baylonne protettore delle donne, regia di Luigi Filippo D'Amico (1976)
- Interno di un convento, regia di Walerian Borowczyk (1978)
- I grossi bestioni, regia di Jean-Marie Pallardy (1978)
- La storia vera della signora dalle camelie, regia di Mauro Bolognini (1981)
- Dance Music, regia di Vittorio De Sisti (1984)
- I soliti ignoti vent'anni dopo, regia di Amanzio Todini (1985)
- Mortacci, regia di Sergio Citti (1989)
- C'era un castello con 40 cani, regia di Duccio Tessari (1990)
- Faccione, regia di Christian De Sica (1991)
- Vietato ai minori, regia di Maurizio Ponzi (1992)
- Mille bolle blu, regia di Leone Pompucci (1993)
- Giovani e belli, regia di Dino Risi (1996)
- La vita è bella, regia di Roberto Benigni (1997)
- Finalmente soli, regia di Umberto Marino (1997)
- Gallo cedrone, regia di Carlo Verdone (1998)
- Bagnomaria, regia di Giorgio Panariello (1999)
- Come inguaiammo il cinema italiano - La vera storia di Franco e Ciccio, regia di Ciprì e Maresco (2004)
- Colpi di fulmine, regia di Neri Parenti (2012)
- Benedetta follia, regia di Carlo Verdone (2018)
- Il signore delle formiche, regia di Gianni Amelio (2022)

### Televisione
- Storia d'amore e d'amicizia, regia di Franco Rossi – miniserie TV (1982)
- Il maresciallo Rocca – serie TV, episodio 2x03 (1998)
- I Cesaroni – serie TV (2006)
- Don Matteo – serie TV (2009)
- Squadra mobile - Operazione Mafia Capitale – serie TV, episodio 2x10 (2017)

## Doppiatrici
- Flaminia Jandolo in Souvenir d'Italie, C'era un castello con 40 cani
- Rita Savagnone in Sugar Colt, Dio perdona... io no!
- Lydia Simoneschi in Don Camillo monsignore... ma non troppo
- Dhia Cristiani in La vendetta di Ursus
- Cesarina Gheraldi in L'assassino si chiama Pompeo
- Angiolina Quinterno in Il morbidone